# Anarrhinum fruticosum
Anarrhinum fruticosum là một loài thực vật có hoa trong họ Mã đề. Loài này được Desf. mô tả khoa học đầu tiên năm 1798.